# Святой Георгий Победоносец (фрегат, 1785)
«Святой Георгий Победоносец» — парусный 54-пушечный фрегат Черноморского флота Российской империи. С 1788 по 1793 год числился в качестве корабля.

## Описание фрегата
Парусный 54-пушечный фрегат. Длина судна составляла 46,7 метра, ширина 12,8 метра, а осадка по сведениям из различных источников составляла от 4,3 до 4,8 метра. Вооружение судна в 1792 году состояло из двадцати четырёх 24-фунтовых пушек, двух 24-фунтовых медных пушек, двух 1-пудовых медных «единорогов», на шканцах и баке были установлены двадцать 6-фунтовых чугунных пушек и два 18-фунтовых медных «единорога».

## История службы
Корабль «Святой Георгий Победоносец» был заложен в Херсоне 28 декабря 1784 года и после спуска на воду 16 июня 1785 года вошёл в состав Черноморского Флота. 4 октября того же года перешёл из Херсона в Севастополь.
22 мая 1787 года принимал участие в смотре Черноморского флота императрицей Екатериной II на Севастопольском рейде. В июне того же года выходил в практическое плавание в Чёрном море.
Принимал участие в русско-турецкой войне 1787—1791 годов. 31 августа 1787 года в составе эскадры контр-адмирала графа М. И. Войновича вышел из Севастополя на поиск турецких судов. Попав 8 сентября в сильный пятидневный шторм у мыса Калиакра, потерял грот- и бизань-мачты и вынужден был вернуться в Севастополь, куда прибыл к 30 сентября. 18 июня 1788 года вновь вышел из Севастополя в составе эскадры графа М. И. Войновича, а 30 июня у Очакова русская эскадра наткнулась на турецкий флот, который пошёл к югу. Суда эскадры Войновича двинулись параллельным курсом. 3 июля 1788 фрегат принимал участие в сражении у Фидониси. После сражения суда эскадры до 6 июля маневрировали, с целью не подпустить турецкий флот к берегам Крыма, а к 19 июля вернулись в Севастополь. 
24 августа корабли эскадры вновь вышли в море, но из-за сильного шторма вынуждены были к 27 августа вернуться в Севастополь. Со 2 по 19 ноября в составе той же эскадры принимал участие в крейсерстве у мыса Тендра, но суда противника обнаружены не были и эскадра вернулась обратно.
С 18 сентября по 4 ноября 1789 года в составе эскадр Ф. Ф. Ушакова и М. И. Войновича трижды выходил в море к мысу Тендра, Гаджибею и устью Дуная, но турецкий флот избегал встреч с русскими эскадрами. 

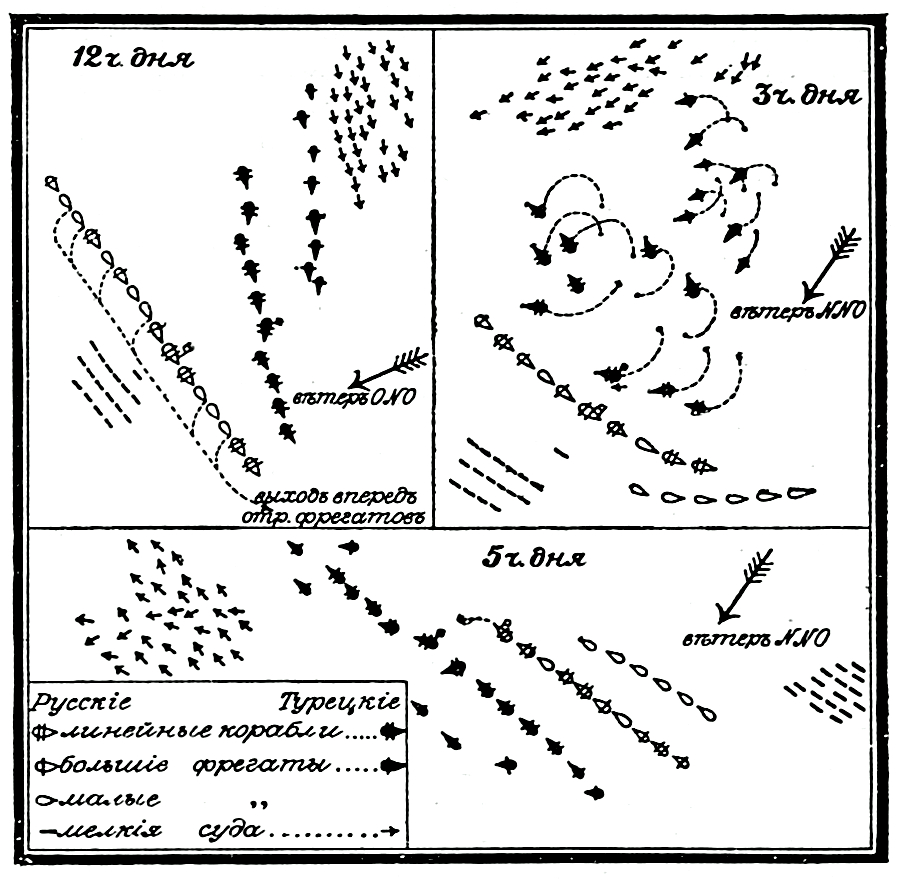
Схема Керченского сражения (из статьи «Керчь-Еникальский пролив» «Военная энциклопедия Сытина»). Линейный корабль Св. Георгий Победоносец во главе ордера

16 мая 1790 года вошёл в состав эскадры контр-адмирала Ф. Ф. Ушакова и вышел из Севастополя к анатолийскому берегу. 21 мая эскадра подошла к Синопу. 22 мая, лавируя под парусами, принимал участие в перестрелке с турецкими фрегатами, находившимися в бухте, в результате чего получил повреждения.
25 мая с другими судами эскадры ушел от Синопа и, спустя четверо суток, прибыл к Анапе. 1 июня вёл бомбардировку крепости и турецких судов, после чего ушёл в Севастополь, куда прибыл к 5 июня. 2 июля в составе эскадры вышел в море и 8 июля стал на якорь у входа в Керченский пролив. После обнаружения приближающегося турецкого флота, корабли эскадры снялись с якоря. Во время Керченского сражения шёл головным в линии баталии, после сражения преследовал турецкий флот до темноты вместе с другими судами эскадры. 12 июля эскадра вернулась в Севастополь.
25 августа эскадра вышла к Очакову на соединение с Лиманской эскадрой. 28 августа 1790 года фрегат принимал участие в сражении у мыса Тендра, после чего вместе с остальными судами преследовал турецкие корабли до темноты. После возобновления погони утром 29 августа настиг и атаковал турецкий корабль «Капудание». С 4 по 6 сентября сопровождал пленный турецкий корабль «Мелеки-Бахри» в Днепровский лиман, а к 8 сентября пришёл в Севастополь.
С 16 октября по 14 ноября в составе эскадры прикрывал переход гребной эскадры из Днепра к устью Дуная. C 10 июля 1791 года в составе эскадры контр-адмирала Ф. Ф. Ушакова принимал участие в поисках турецкого флота. 12 июля эскадра натолкнулась на турецкие корабли и начала их преследование, но в ночь с 15 на 16 июля кораблям противника удалось оторваться от русской эскадры.
19 июля корабли эскадры вернулись в Севастополь, а 29 июля ушли к румелийскому берегу. 31 июля принимал участие в сражении у мыса Калиакра, после чего ушел в крейсерство к Варне. 
20 августа фрегат вернулся в Севастополь. Больше в море не выходил, находился в Севастополе, где и был разобран после 1800 года.

## Командиры фрегата
Командирами судна в разное время служили:
- П. П. Клавер (1785 год).
- И. С. Кусаков (1786—1787 годы).
- Ф. В. Поскочин (1788—1790 годы).
- М. И. Чефалиано (1791 год).
- А. Ишин (1794 год).
- И. Н. Тригони (1797 год).
- В. И. Языков (1799 год).